# هكلر آند كوخ
هكلر آند كوخ المحدودة (بالإنجليزية: Heckler & Koch GmbH (HK)) (تُلفظ بالألمانية: [ˈhɛklɐʔʊntˈkɔx])، هي شركة ألمانية لصناعة الأسلحة، تقوم بتصنيع المسدسات والبنادق العسكرية والمدافع الرشاشة، والقنابل اليدوية. وتقع الشركة في مدينة أوبرندورف آم نيكار في ولاية بادن فورتمبيرغ، وله أيضا فروع في المملكة المتحدة، فرنسا والولايات المتحدة.
أسست عام 1949 واشتهرت بالأسلحة الخفيفة مثل مسدس رشاش إم بي 5 وجي 3 ، تم إنشاء الشركة بواسطة المهندسيين إدموند هكلر، ثيدور كوخ وأليكس سيدل حيث كانوا يعملون في شركة ماوز الألمانية للصناعة الاسلحة لجيش ألمانيا النازية، في عام 1950 تم الاعتراف بالشركة وبدأت بإنتاج أجزاء لمكائن الخياطة وفي عام 1956 تغيرت الشركة بعدما قامت بتقديم السلاح الرشاش جي 3 للجيش الألماني.

## التاريخ
مع سقوط ألمانيا في نهاية الحرب العالمية الثانية، وقعت (أوبندورف) Oberndorf تحت السيطرة الفرنسية، وتم تفكيك مصنع  Waffenfabrik Mauser AG بشكل كامل من قبل قوات الاحتلال الفرنسية، وتم تدمير جميع سجلات المصنع بناء على أوامر القائد المحلي للجيش الفرنسي عام 1948، أنقذ ثلاثة مهندسين سابقين من شركة ماوزر، هم إدموند هيكلر، ثيودور كوخ، وأليكس سيديل، ما استطاعوا من المصنع واستخدموا ما أنقذوه لبدء مصنع لقطع الغيار في مصنع شاغر في المنطقة، والذي أصبح يعرف فيما بعد باسم المكتب الهندسي هكلر وشركائه.
في 28 كانون الأول 1949، تم تغيير الاسم إلى هكلر آند كوخ. وتم تسجيله رسميًا باسم هكلر آند كوخ جي إم بي ها. في البداية، قامت الشركة الجديدة بتصنيع معدات تصليح الآلات، قطع غيار الدراجات، قطع غيار آلات الحياكة،  والمقاييس وغيرها من الأجزاء الدقيقة.
في عام 1956، شاركت هكلر آند كوخ بتصميم لبندقية معركة، (مستوحى من بندقية CETME الإسبانية) في المناقصة التي طرحتها حكومة ألمانية الغربية لتصنيع بندقية مشاة جديدة للجيش الاتحادي الألماني.
حيث فارت الشركة بالمناقصة، وبحلول عام 1959 أعلنت جي 3 بندقية قياسية للجيش الألماني.
في عام 1961، صممت هكلر آند كوخ الرشاش الآلي متعدد الأغراض إتش كي 21 بعيار  7.62 × 51mm  مستندة إلى تصميم بندقية جي 3.
في عام 1966، عرضت هكلر آند كوخ المسدس الآلي إتش كي 54، والذي أطلق في عام 1969 تحت اسم إم بي 5.
بعد ذلك بعامين، عرضت الشركة بندقيتها الهجومية إتش كي 33 ذات العيار 5.56 × 45mm ، وهي نسخة مصغرة من البندقية جي 3 عيار 5.56mm .

## اختصارات هكلر آند كوخ
Format: Abbreviation = German Text ("English Text")
- A = Ausführung ("version")
- G = Gewehr («بندقية»)[3]
- K = Either Kurz ("short") for pistols and submachine guns or Karabiner ("Carbine") for rifles and battle rifles.[4]
- AG = Either stands for Anbau-Gerät ("attached device") or Anbaugranatwerfer ("attached grenade launcher")
- GMG = Granatmaschinengewehr ("grenade machine gun")[5]
- GMW = Granatmaschinenwaffe (automatic grenade launcher)[6]
- MG = Maschinengewehr ("machine gun") [5]
- MP = Maschinenpistole ("submachine gun" or "machine pistol")[7]
- PSG = Präzisionsschützengewehr ("precision sharp shooter rifle")[8]
- PSP = Polizei-Selbstlade-Pistole ("police self-loading pistol")[9]
- SD = Schalldämpfer ("sound dampener", "suppressor");[10] In the case of the MP5 having an integral كاتم صوت (سلاح), in the case of the USP, an extended threaded barrel for attaching a suppressor.
- SG = Scharfschützengewehr ("sharpshooters rifle") [11]
- SL = Selbstlader ("Autoloader") [12]
- UMP = Universale Maschinenpistole ("universal machine pistol")[13]
- UCP = Universal Combat Pistol
- USC = Universal Self-loading Carbine
- USP = Universale Selbstladepistole ("universal self-loading pistol")[14]
- VP = Volkspistole ("people's pistol")
- ZF = Zielfernrohr ("telescopic sight")[15]